# Irwiniella nobilipennis
Irwiniella nobilipennis är en tvåvingeart som först beskrevs av Frey 1939.  Irwiniella nobilipennis ingår i släktet Irwiniella och familjen stilettflugor.
Artens utbredningsområde är Madeira. Inga underarter finns listade i Catalogue of Life.